# Paniszczów
Paniszczów (w latach 1977–1981 Ustroń) – nieistniejąca już wieś w Polsce położona w województwie podkarpackim, w powiecie bieszczadzkim, w gminie Czarna.

## Historia
We wsi istniała drewniana greckokatolicka cerkiew filialna św. Parakewii.
W połowie XIX wieku właścicielem posiadłości tabularnej Paniszów był Tymon Górski.
W okresie 1945–1951 wieś należała do ZSRR, po powrocie do Polski opustoszała ze względu na złe połączenie komunikacyjne. Powstanie sztucznego jeziora Solińskiego odcięło dosłownie wieś od reszty świata.
Niezniszczona na skutek działań wojennych zabudowa Paniszczowa uległa rozebraniu i rozszabrowaniu. W epoce późnego Gierka została przechrzczona na Ustroń – nazwę bardziej poprawną dla ówczesnego reżimu komunistycznego.